# Активные языки
Активный язык (фиентивный строй, активная типология, активность; лат. activus — деятельный, действенный) — язык, обладающий типологией, ориентированной на семантическое противопоставление не субъекта и объекта, как в языках номинативного строя, а так называемого активного и инактивного начал.
В лексике активный строй проявляется в распределении существительных на классы активных (одушевлённых) и инактивных (неодушевлённых), глаголов — на классы активных (глаголов действия) и стативных (глаголов состояния), при отсутствии класса имён прилагательных. В синтаксисе для активного строя характерны корреляция активной и инактивной конструкции предложения, противопоставление так называемого ближайшего и дальнейшего дополнений.
Активная конструкция обусловлена активным глаголом (например, в гуар. o-heša e-roga — он видит твой дом), инактивная — стативным (в гуарани, ti-mirĩ — он скромен). 
В морфологии для имени специфична морфологическая категория притяжательности, различающая формы органической и неорганической принадлежности (при наличии системы склонения активный падеж противополагается инактивному).
В глагольном словоизменении есть морфологические категории:
- лица, представленной активной и инактивной сериями личных показателей;
- версии (различающей центробежную и нецентробежную формы);
- способа действия.

Языки активного строя распространены в Северной и Южной Америке: семьи на-дене, сиу, мускоги (галф), тупи-гуарани и, по-видимому, ирокезские и каддоанские. Есть некоторые основания реконструировать активный строй для прошлого ряда языков номинативного строя (среди них — праиндоевропейский, праэтрусский) и эргативного строя.
Пережитком древнейшего активного строя в индоевропейском праязыке являлось деление существительных на «одушевлённый» и «неодушевлённый» (точнее — активный и инактивный) роды. Это деление есть в анатолийских языках, но в других языках индоевропейской семьи «одушевлённый род» распался на мужской и женский, к которым, со временем, было отнесено и большинство неодушевлённых существительных. Остатком инактивного класса в современном русском языке является средний род. Примечательно при этом, что этот средний род, содержащий прежде всего неодушевлённые существительные, включает, однако, такие слова как «дитя», «чадо», «животное», обозначавшие явления хотя и одушевлённые, но воспринимавшиеся в древности как объекты чужих действий, а не самостоятельные активные субъекты. В некоторых индоевропейских языках к среднему роду относились также слова, обозначающие раба.